# Eguisheim
Eguisheim är en kommun i departementet Haut-Rhin i regionen Grand Est i nordöstra Frankrike. Kommunen är till stor del tysktalande. Eguisheim producerar Alsaceviner av hög kvalitet.

## Historia
Mänskliga kvarlevor från paleolitikum har hittats från arkeologiska utgrävningar. I förhistoriska tider beboddes området av de galliska senonerna. Romarna erövrade byn och utvecklade vinodlingen. Under den tidiga medeltiden, omkring 1000-talet, byggde Alsace hertigar ett slott, Les Trois Châteaux, runt vilket den nuvarande bosättningen utvecklades. Kommunen var födelseplats för påve Leo IX i juni 1002.

## Turism

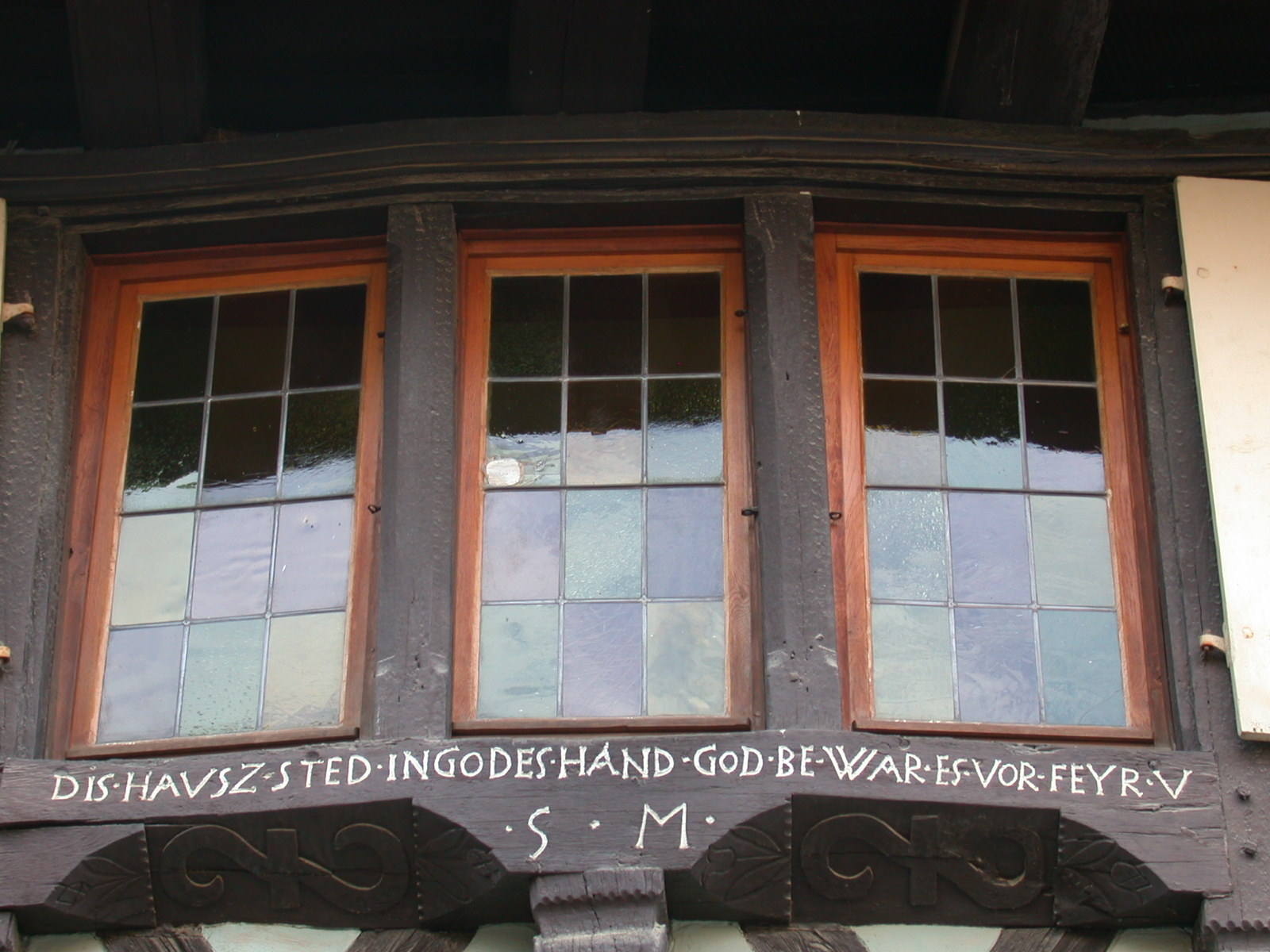
Ett fönster i Eguisheim med en tysk skrivelse.

Stadens centrum är ett populärt turistmål, delvis då Alsace "vinrutt" passerar genom staden. Byn är även medlem i föreningen Les Plus Beaux Villages de France ("Frankrikes vackraste byar").

## Befolkningsutveckling
Antalet invånare i kommunen Eguisheim
| Referens: INSEE |

## Internationella relationer
Eguisheim är vänort med
- Hautvillers, Frankrike
- La Louvière, Belgien
- Hinterzarten, Tyskland

samt har vänskapsöverenskommelser med
- Aubusson, France
- Bryssel, Belgien

## Externa länkar

Panoramautsikt över Eguisheims centrum.